# Amish Paradise
"Amish Paradise" är en låt som framförs av artisten Weird Al Yankovic och är en parodi på hiphoparen Coolios låt "Gangsta's Paradise". Låten handlar om hur det är att leva i ett amishsamhälle, på ett ironiskt sätt. Låten kommer från skivan Bad Hair Day (1996) och gavs även ut som singel och musikvideo.